# Memoriał Janusza Kusocińskiego 2010

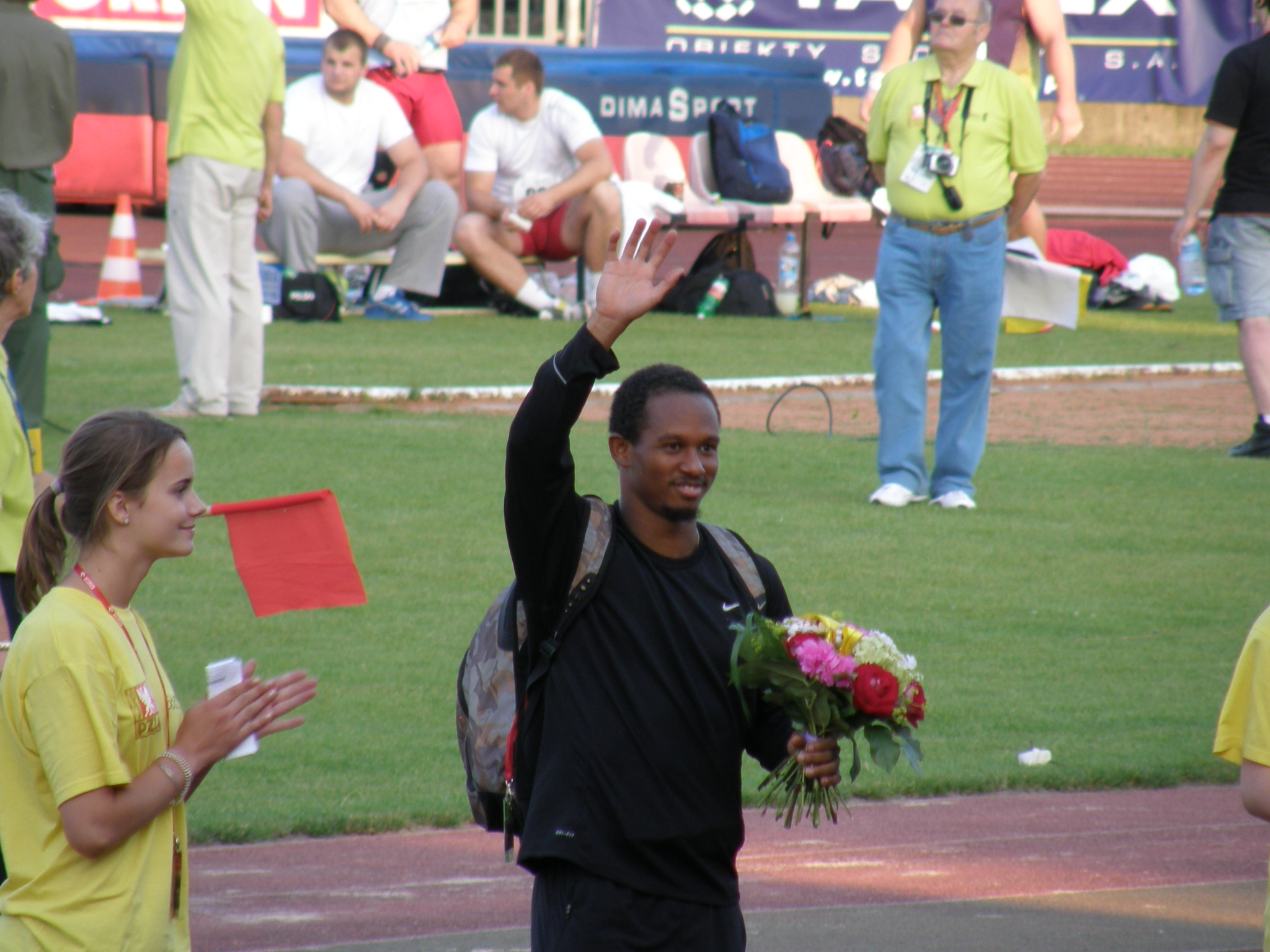
Zwycięzca biegu na 100 metrów – Michael Frater z Jamajki – podczas dekoracji

56. Memoriał Janusza Kusocińskiego – mityng lekkoatletyczny, który odbył się we wtorek 8 czerwca 2010 na stadionie klubu sportowego „Orzeł” w Warszawie. Konkurs rzutu młotem kobiet poświęcony był zmarłej w 2009 Kamili Skolimowskiej. Zawody znalazły się w kalendarzu European Athletics Outdoor Premium Meetings w związku z czym należą do grona najważniejszych mityngów organizowanych w Europie pod egidą Europejskiego Stowarzyszenia Lekkoatletycznego.
Mityng był eliminacją do reprezentacji Polski na drużynowe mistrzostwa Europy w norweskim Bergen.
Drugie miejsce w konkursie trójskoku kobiet zajęła Joanna Skibińska (14,20 – rekord życiowy), została jednak przyłapana na stosowaniu dopingu i jej wynik anulowano.

## Rezultaty
| PB - rekord życiowy \| SB - najlepszy wynik w sezonie \| MR – rekord mityngu |

### Mężczyźni
| Konkurencja:       | 1. miejsce                                                                 | Wynik        | 2. miejsce                                                                                   | Wynik      | 3. miejsce                                                                         | Wynik      |
| Bieg na 100 m      | Michael Frater                                                             | 10,18        | Samuel Francis                                                                               | 10,25 SB   | Paul Hession                                                                       | 10,43 SB   |
| Bieg na 200 m      | Kamil Kryński                                                              | 20,81 PB     | Kamil Masztak                                                                                | 20,89 SB   | Piotr Wiaderek                                                                     | 21,24 SB   |
| Bieg na 200 m      | Alaksandr Linnik                                                           | 20,91 NJR PB | Artur Zaczek                                                                                 | 21,18 PB   | Wiaczesław Kolesniczenko                                                           | 21,27 SB   |
| Bieg na 1500 m     | Nicholas Kemboi                                                            | 3:35,77      | Cornelius Ndiwa                                                                              | 3:36,09 PB | Mateusz Demczyszak                                                                 | 3:38,82 PB |
| Bieg na 3000 m     | Radosław Kłeczek                                                           | 7:59,89 PB   | Arkadiusz Gardzielewski                                                                      | 8:03,60 SB | Hubert Pokrop                                                                      | 8:06,58 PB |
| Sztafeta 4 × 100 m | Polska · Michał Bielczyk · Kamil Kryński · Robert Kubaczyk · Kamil Masztak | 39,54        | Polska juniorzy · Mateusz Jędrusik · Adam Pawłowski · Artur Szczęsniak · Grzegorz Zimniewicz | 40,01      | Polska U-23 · Olaf Paruzel · Grzegorz Roszkowski · Maciej Samborski · Artur Zaczek | 40,15      |
| Skok w dal         | Issam Nima                                                                 | 7,86         | Krzysztof Lewandowski                                                                        | 7,80 SB    | Ołeksandr Sołdatkin                                                                | 7,75       |
| Skok wzwyż         | Osku Torro                                                                 | 2,26 SB      | Sylwester Bednarek                                                                           | 2,23       | Mutazz Isa Barszim                                                                 | 2,20       |
| Pchnięcie kulą     | Dylan Armstrong                                                            | 21,03        | Tomasz Majewski                                                                              | 20,87      | Pawieł Łyżyn                                                                       | 20,36      |
| Rzut dyskiem       | Piotr Małachowski                                                          | 67,10 MR     | Róbert Fazekas                                                                               | 65,22 SB   | Benn Harradine                                                                     | 62,91      |
| Rzut młotem        | Libor Charfreitag                                                          | 78,01        | Dilszod Nazarow                                                                              | 77,64      | Ali Mohamed Al-Zinkawi                                                             | 76,31 SB   |

### Kobiety
| Konkurencja:                  | 1. miejsce                                                                    | Wynik      | 2. miejsce                                                                                | Wynik      | 3. miejsce                                                                                       | Wynik      |
| Bieg na 100 m                 | Natalija Pohrebniak                                                           | 11,51      | Julija Bałykina                                                                           | 11,59 SB   | Weronika Wedler                                                                                  | 11,63      |
| Bieg na 400 m                 | Folashade Abugan                                                              | 52,55 SB   | Kaciaryna Miszyna                                                                         | 53,38      | Julija Oliszewśka                                                                                | 53,77 SB   |
| Bieg na 400 m                 | Agata Bednarek                                                                | 53,49 PB   | Tina Polak                                                                                | 54,09 SB   | Marzena Kościelniak                                                                              | 54,99 PB   |
| Bieg na 1500 m                | Anna Miszczenko                                                               | 4:04,37 PB | Sylwia Ejdys                                                                              | 4:05,52 SB | Hannah England                                                                                   | 4:05,53 SB |
| Bieg na 100 m przez płotki    | Jewhenija Snihur                                                              | 12,82 SB   | Olga Samyłowa                                                                             | 13,16 PB   | Joanna Kocielnik                                                                                 | 13,19      |
| Bieg na 3000 m z przeszkodami | Mercy Njoroge                                                                 | 9:39,51 PB | Natalja Gorczakowa                                                                        | 9:45,39 SB | Lennie Waite                                                                                     | 9:54,88 SB |
| Sztafeta 4 × 100 m            | Polska · Marta Jeschke · Daria Korczyńska · Marika Popowicz · Weronika Wedler | 43,77      | Polska juniorki · Katarzyna Sokólska · Klaudia Konopko · Ewelina Skoczylas · Martyna Opoń | 40,01      | Polska U-23 · Anna Kiełbasińska · Agnieszka Ceglarek · Milena Pędziwiatr · Monika Wieczorkiewicz | 40,15      |
| Trójskok                      | Olha Saładucha                                                                | 14,50      | Małgorzata Trybańska                                                                      | 14,16 SB   | Lilija Kułyk                                                                                     | 13,99      |
| Pchnięcie kulą                | Alena Kapiec                                                                  | 17,76      | Agnieszka Bronisz                                                                         | 16,31      | Agnieszka Maluśkiewicz                                                                           | 15,16 PB   |
| Rzut dyskiem                  | Joanna Wiśniewska                                                             | 59,88      | Żaneta Glanc                                                                              | 59,59      | Alena Kapiec                                                                                     | 47,66      |
| Rzut młotem                   | Anita Włodarczyk                                                              | 75,77      | Kathrin Klaas                                                                             | 70,58      | Tatjana Łysienko                                                                                 | 69,47      |
| Rzut oszczepem                | Indrė Jakubaitytė                                                             | 56,22 SB   | Magdalena Czenska                                                                         | 54,47 SB   | Barbara Madejczyk                                                                                | 54,36      |